# イヴァン・ビリビン
イヴァン・ヤーコヴレヴィチ・ビリビン（Ива́н Я́ковлевич Били́бин, 1876年8月16日（ユリウス暦8月4日） - 1942年2月7日）は20世紀初頭の最も影響力のあるイラストレーターの1人。『芸術世界』誌の同人として、ロシア・バレエ団の舞台デザインも担当した。生涯を通じて、スラヴの神話や民話に強い霊感を受けている。「イヴァン」は「イワン」、「ビリビン」は「ビリービン」とも表記される。

## 生涯

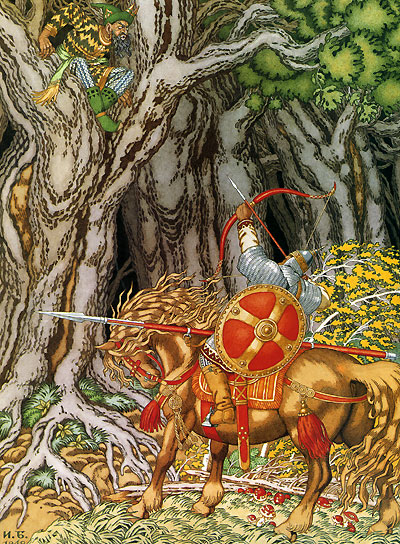
イリヤー・ムーロミェツと追い剥ぎソロヴェイ

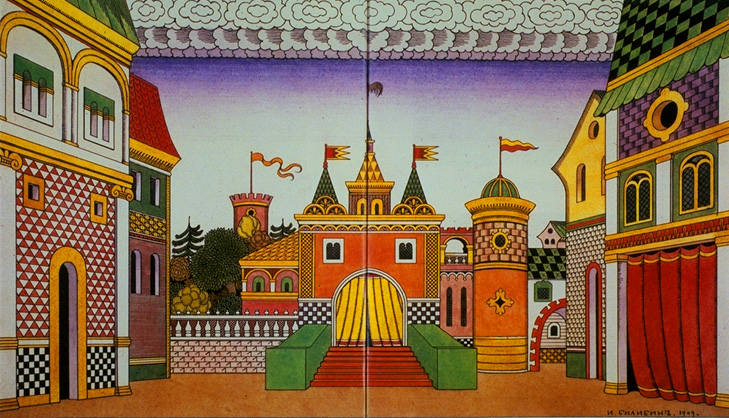
リムスキー＝コルサコフの歌劇《金鶏》の舞台デザイン

サンクトペテルブルク郊外に生まれる。1898年にミュンヘンのアントン・アシベのアトリエへ留学し、帰国後イリヤ・レーピンのもとでいっそうの研鑚を積む（1900年までテニシェヴァ公爵夫人のタラシキノにて、1904年まで芸術アカデミーの聴講生として）。1899年にロシアのおとぎ話に基づく斬新な挿絵を発表して、名声を掴む。1905年革命の間は、革命に関する戯画を描いていた。1902年から1904年にかけて北ロシアへの民族調査に参加し、古い木造建築やロシアの伝承に魅了される。その成果を研究論文「ロシア農村の芸術遺産（Остатки искусства в русской деревне）」〔『すべての人のための雑誌（Журнал для всей）』10月号、1904年、608-618頁〕、「北ロシアにおける民衆芸術（Народное творчество Русского севера）」〔『芸術世界（Мир искусства）』第11号、1904年12月、303-318頁〕に発表。さらに「16-17世紀におけるロシア衣服についての一言（Несколько слов о русской одежде в XVI и XVII вв.）」〔『昔の年月（Старые годы）』7-9月号、1909年、440-456頁〕では中世ロシアへの「外国人旅行者」らの旅行記を批判的に検討している。さらに、浮世絵からも大きな影響を受けた。
ロシア革命に相容れないものを感じてソ連を脱出。カイロとアレクサンドリアに短期間逗留した後、1925年にパリに定住した。同地では、私邸や（正教会の）教会の装飾職人として働いた。しかしながら故郷への憧れはつのる一方で、1936年にソ連大使館の模様替えを終えると、ソヴェト・ロシアに帰国した。1941年までソ連美術アカデミーで教鞭を執っている。レニングラード包囲戦のさなかに他界。

## その他
1980年に「イヴァンゴロド美術館（Ивангородский музей）」が開業し、ビリービンの作品や北ロシアからの採集物（作品の資料）が所蔵されている。そのほかに、「ロシア民族学博物館（Российский Этнографичесий музей）」にも採集物が保管されているが、こちらはごく一部しか一般公開されていない。
日本においては、手塚治虫が筒井康隆『イリヤ・ムウロメツ』（講談社、昭和60年）に付した挿絵で「ビリービン様式（Билибинский стиль）」をほとんどそのまま倣っているほか、宮崎駿もアニメーションの手法としてビリービンの挿絵を参考にしている。日本の漫画界・イラストレーション界に大きな影響を与えていると考えられるものの、一般にはあまり認知されていない。